# Beauchamp Seymour, 1. Baron Alcester

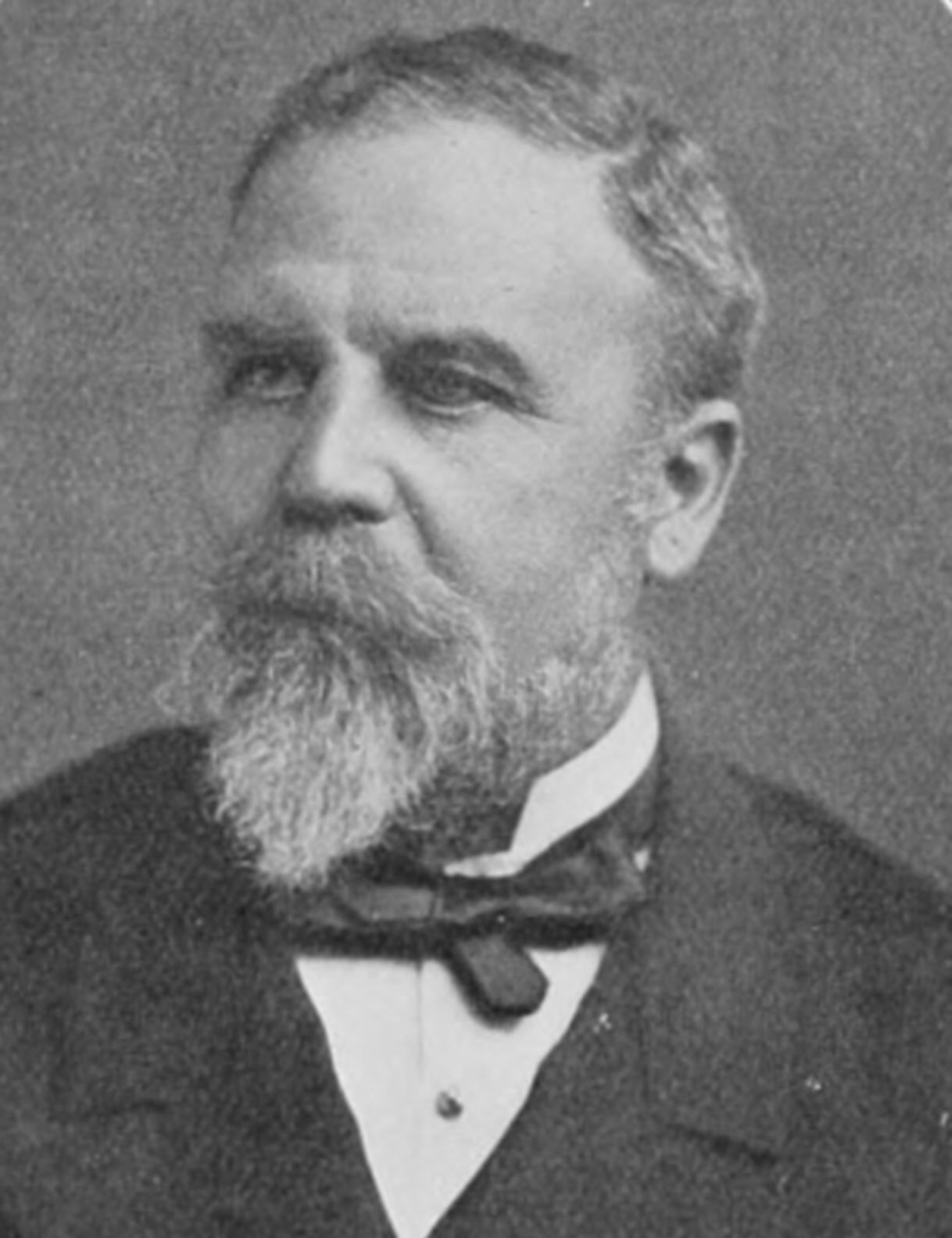
Beauchamp Seymour, 1. Baron Alcester

Frederick Beauchamp Paget Seymour, 1. Baron Alcester, GCB (* 12. April 1821; † 30. März 1895) war britischer Admiral.

## Leben
Er war der zweite und jüngste Sohn des Unterhausabgeordneten und Colonel der British Army Sir Horace Beauchamp Seymour (1791–1851) aus dessen Ehe mit Elizabeth Malet Palk. Sein Vater war ein Sohn des Admirals Lord Hugh Seymour (1759–1801) und Enkel des Francis Seymour-Conway, 1. Marquess of Hertford.
Er besuchte das Eton College, trat dann 1834 in die Royal Navy ein und wurde 1842 Lieutenant. Er zeichnete sich 1852–1853 im Krieg gegen Birma aus, wurde dafür 1854 zum Captain befördert, diente während des Krimkriegs in der Ostseeflotte und befehligte eine schwimmende Batterie im Schwarzen Meer. 1862 erhielt er ein Kommando in den Gewässern Neuseelands.
Von 1868 bis 1870 war Seymour erster Sekretär des Marineministers Childers, wurde 1870 Rear-Admiral, trat 1872 als Lord in die Admiralität ein. Er wurde 1874 Kommandeur des Kanalgeschwaders und einige Jahre später als Vice-Admiral Kommandeur des Mittelmeer-Geschwaders.
Während der Flottendemonstration vor Dulcigno 1880 führte er als ältester Admiral den Oberbefehl über die Schiffe aller Mächte.
Im Jahre 1882 wurde er mit dem Kommando über die nach Alexandria geschickte britisch-französische Flotte beauftragt. Dort war es im Zuge der Urabi-Bewegung im Juni zu blutigen Exzessen gegen die Ausländer gekommen. Urabi Pascha ließ die Stadt gegen See befestigen und Geschütze auf die alliierte Flotte richten. Am 10. Juli erklärte daraufhin Seymour, dass er die Stadt beschießen lassen würde, wenn die Geschütze nicht entfernt würden. Nach Ablehnung seines Ultimatums bombardierte er am 11. Juli deshalb die Forts von Alexandria und machte sie wehrlos. Er besetzte am 14. Juli die Stadt.
Seymour leitete im August die Überführung der britischen Truppen nach Ismailia am Sueskanal, den diese besetzten. Die von ihm angelandeten Truppen, unter General Wolseley, schlugen die ägyptische Armee Urabi Paschas in der Schlacht von Tel-el-Kebir. Seymour nahm selbst im Stab Wolseleys an der Schlacht teil. Ägypten blieb daraufhin von den Briten besetzt (Britische Herrschaft in Ägypten). Seymour erhielt hierauf am 24. November 1882 den Peerstitel Baron Alcester, of Alcester in the County of Warwick, und eine Nationaldotation von 25.000 Pfund. Auch wurde er 1882 Admiral und 1885 Lord der Admiralität.
Da er unverheiratet und kinderlos blieb, erlosch sein Adelstitel bei seinem Tod 1895.